# Team Deutsche Telekom/2000
De samenstelling van de Duitse wielerploeg Team Deutsche Telekom was in het seizoen 2000 als volgt:
| Naam                 | Geboortedatum | Nationaliteit | Ploeg 1999                            |
| -------------------- | ------------- | ------------- | ------------------------------------- |
| Rolf Aldag           | 25-08-1968    | Duitsland     | Team Deutsche Telekom                 |
| Udo Bölts            | 10-08-1966    | Duitsland     | Team Deutsche Telekom                 |
| Alberto Elli         | 09-03-1964    | Italië        | Team Deutsche Telekom                 |
| Gian Matteo Fagnini  | 11-10-1970    | Italië        | Saeco Macchine per Caffé - Cannondale |
| Francesco Frattini   | 18-01-1967    | Italië        | Team Deutsche Telekom                 |
| Ralf Grabsch         | 07-04-1973    | Duitsland     | Team Cologne                          |
| Giuseppe Guerini     | 14-02-1970    | Italië        | Team Deutsche Telekom                 |
| Jens Heppner         | 23-12-1964    | Duitsland     | Team Deutsche Telekom                 |
| Danilo Hondo         | 04-01-1974    | Duitsland     | Team Deutsche Telekom                 |
| Kai Hundertmarck     | 25-04-1969    | Duitsland     | Team Deutsche Telekom                 |
| Jörg Jaksche         | 23-07-1976    | Duitsland     | Team Deutsche Telekom                 |
| Matthias Kessler     | 16-05-1979    | Duitsland     |                                       |
| Andreas Klöden       | 22-06-1975    | Duitsland     | Team Deutsche Telekom                 |
| Giovanni Lombardi    | 20-06-1969    | Italië        | Team Deutsche Telekom                 |
| Andrej Mizoerov      | 16-03-1973    | Kazachstan    | Collstrop - De Federale Verzekeringen |
| Bjarne Riis          | 04-03-1964    | Denemarken    | Team Deutsche Telekom                 |
| Jan Schaffrath       | 17-09-1971    | Duitsland     | Team Deutsche Telekom                 |
| Stephan Schreck      | 15-07-1978    | Duitsland     |                                       |
| Georg Totschnig      | 25-05-1971    | Oostenrijk    | Team Deutsche Telekom                 |
| Gerhard Trampusch    | 11-08-1978    | Oostenrijk    | Team Gerolsteiner                     |
| Jan Ullrich          | 02-12-1973    | Duitsland     | Team Deutsche Telekom                 |
| Aleksandr Vinokoerov | 16-09-1973    | Kazachstan    | Casino - C'est votre equipe           |
| Steffen Wesemann     | 11-03-1971    | Duitsland     | Team Deutsche Telekom                 |
| Erik Zabel           | 07-07-1970    | Duitsland     | Team Deutsche Telekom                 |

## Ploegleiders
- Walter Godefroot
- Rudy Pevenage
- Mario Kummer
- Frans Van Looy

## Fietsen
Er werd in het seizoen 2000 gereden op fietsen van het merk Pinarello

## Overwinningen
- Duits Kampioen - Rolf Aldag
- 1e etappe Tour de Suisse - Ploegentijdrit
- Eindklassement Tour du Luxembourg - Alberto Elli
- Rund um den Henninger-Turm - Kai Hundertmarck
- Eindklassement Paris-Nice - Andreas Klöden
- Olympisch Kampioen - Jan Ullrich
- 18e etappe Vuelta a España - Alexander Vinokoerov
- Rund um Köln - Steffen Wesemann
- Amstel Gold Race - Erik Zabel
- Milaan-San Remo - Erik Zabel
- 4e etappe Tirreno-Adriatico - Erik Zabel
- 20e etappe Tour de France - Erik Zabel
- Puntenklassement Tour de France - Erik Zabel
- Eindklassement Wereldbeker - Erik Zabel

## Teams

### Tirreno-Adriatico
8 maart–15 maart
- [171.] Rolf Aldag
- [172.] Alberto Elli
- [173.] Gian Matteo Fagnini
- [174.] Jens Heppner
- [175.] Jan Schaffrath
- [176.] Jan Ullrich
- [177.] Steffen Wesemann
- [178.] Erik Zabel

### Ronde van Duitsland
26 mei–1 juni
- [1.] Jens Heppner
- [2.] Rolf Aldag
- [3.] Udo Bölts
- [4.] Gian Matteo Fagnini
- [5.] Jörg Jaksche
- [6.] Jan Ullrich
- [7.] Andreas Klöden
- [8.] Erik Zabel

### Ronde van Polen
4 september–10 september
- [1.] Erik Zabel
- [2.] Jens Heppner
- [3.] Jörg Jaksche
- [4.] Stephan Schreck
- [5.] Andrej Mizoerov
- [6.] Jan Schaffrath
- [7.] Gerhard Trampusch
- [8.] Steffen Wesemann

1989 · 1990 · 1991 · 1992 · 1993 · 1994 · 1995 · 1996 · 1997 · 1998 · 1999 · 2000 · 2001 · 2002 · 2003 · 2004 · 2005 · 2006 · 2007 · 2008 · 2009 · 2010 · 2011